# Cristelniță

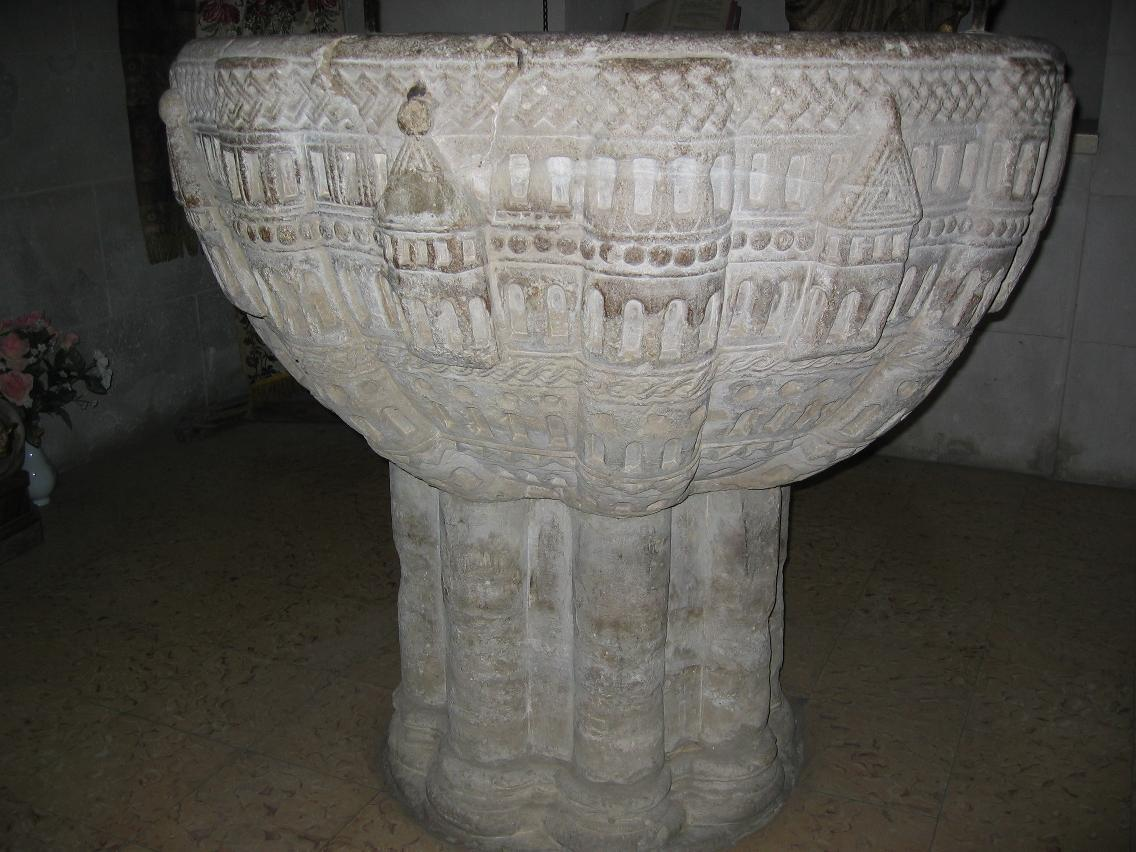
Cristelnița din Redecilla del Camino, Spania (sec. al XII-lea). Relieful cupei, reprezentând Ierusalimul ceresc, se sprijină pe un pilon octogonal, cu trimitere la a opta zi a Facerii Lumii

Cristelnița (în poloneză chrzcielnica) este vasul cu apă în care are loc botezul. Cristelnițele se află de regulă în biserici. La începutul creștinismului, când botezurile erau făcute în afara bisericilor propriu zise, au fost construite lăcașuri speciale, așa numitele baptisterii, adică locuri pentru botez, în mijlocul cărora se găsește o cristelniță.